# Termitidae

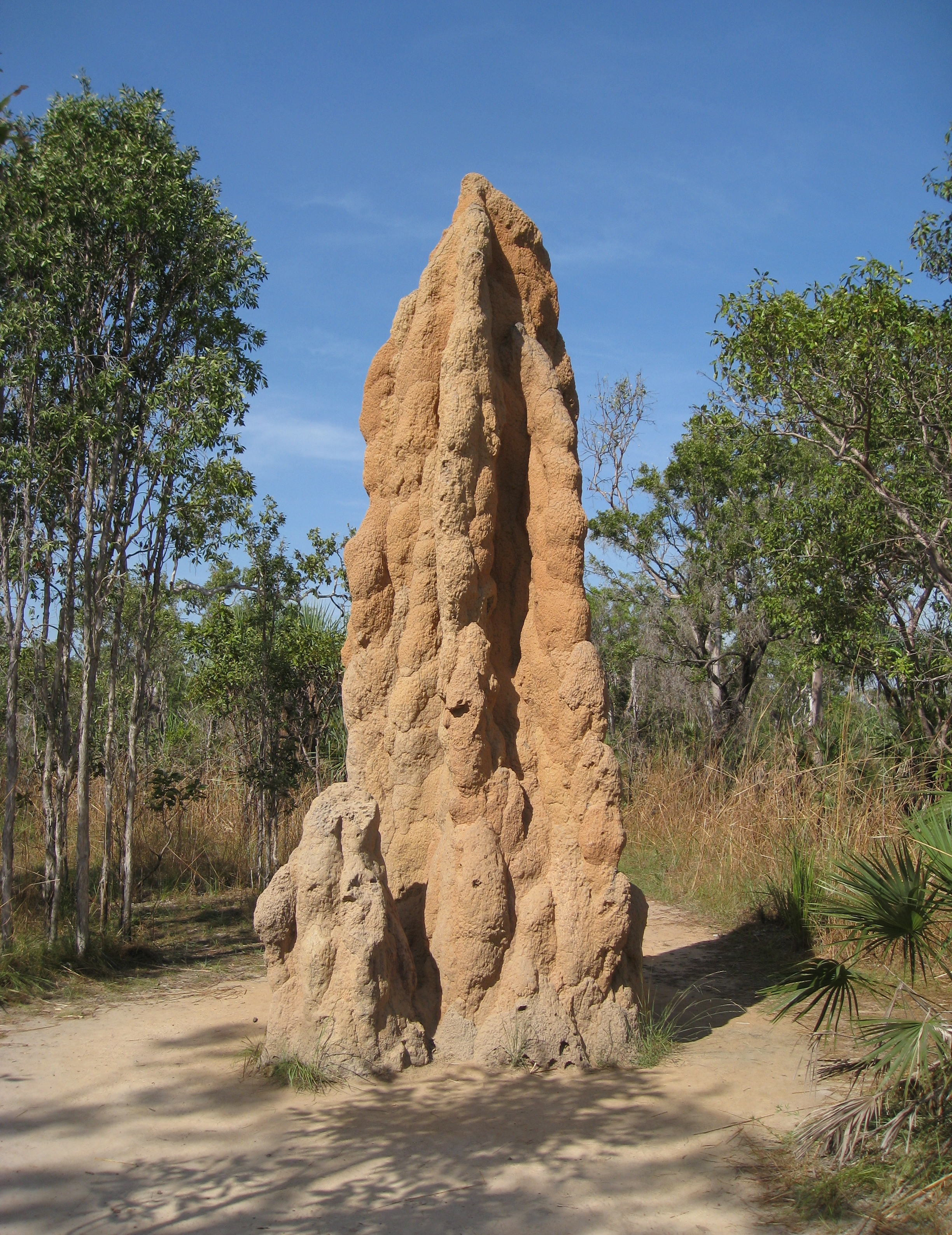
Termeszvár

A Termitidae a rovarok (Insecta) osztályának csótányok (Blattodea) rendjébe és a termeszek (Isoptera) alrendágába tartozó család.

## Előfordulásuk
A Termitidae család fajai főként trópusi és szubtrópusi területeken élnek, az északi és a déli féltekén a 45-50. szélességi fokig. E család fajai a leggyakoribb rovarok közé tartoznak.

## Megjelenésük
A rovarok hossza 2-22 milliméter; a királynő elérheti a 120 milliméteres hosszúságot is. Szájszervük rágó; a katonáké nagyobb, mint a dolgozóké. Csak az ivaros alakok rendelkeznek szárnnyal. A boly életében a királynő a legfontosabb egyed. A királlyal együtt ő gondoskodik a termeszállam utódnemzedékéről. A potenciális királyok és királynők szárnyas, ivaros alakban kezdik meg életüket. További kasztokat alkotnak a katonák és a dolgozók.

## Életmódjuk
A Termitidae-fajok kötött szociális kapcsolatrendszerre épülő társadalomban élnek, amelyben minden egyes állatnak megvan a maga feladatköre. Mindannyian a közösség érdekében, annak fennmaradásáért dolgoznak. A kis „országukat” egy termeszvár alkotja, melyek felépítése fajonként eltér egymástól, a föld alatti alagútrendszer és a föld feletti építmény tekintetében egyaránt. A termeszvár 6 méter magas is lehet. Falai betonkeménységűek, azokon át szellőzőnyílásokon (szélcsatornák) keresztül áramlik be a bolyba az éltető oxigént tartalmazó friss levegő. Belül több kamra található, amelyekben gombákat „termesztenek” és a lárvákat nevelik. A királyok 5, a királynők akár 30 évig is élhetnek.

## Szaporodásuk
Egy királynő naponta 30 000 darab petét rak. A lárvák kifejlődési ideje 3 hónapig tart, a lárvák hasonlítanak a kifejlett rovarhoz. A királynő különleges kémiai anyagokat (feromonokat) választ ki, amelyek a lárvák fejlődését szabályozzák, és egyben kasztbeli hovatartozásukat is meghatározzák. A királynő körül sürgölődő dolgozók felveszik ezeket az anyagokat, s a kémiai üzenetet táplálásuk során adják tovább a fejlődő lárváknak.

## Rendszerezés
A családba az alábbi alcsaládok tartoznak:
- Apicotermitinae  (Grassé and Noirot, 1955)
- Foraminitermitinae  (Holmgren, 1912)
- Macrotermitinae  (Kemner, 1934)
- Nasutitermitinae  (Hare, 1937)
- Sphaerotermitinae  (Engel & Krishna, 2004 )
- Syntermitinae  (Engel & Krishna, 2004)
- Termitinae  (Latreille, 1802)